# Prințul Ioan Constantinovici al Rusiei
Prințul Ioan Constantinovici al Rusiei (rusă Иоанн Константинович) (5 iulie 1886 – 18 iulie 1918), cunoscut și ca "Prințul Ivan", a fost primul copil al Marelui Duce Constantin Constantinovici al Rusiei și a soției lui Prințesa Elisabeta de Saxa-Altenburg. În familie i se spunea "Ioannchik".

## Primii ani
Ioan Constantinovici s-a născut ca Mare Duce al Rusiei însă când avea 9 zile, un ucaz al vărului său, împăratul Alexandru al III-lea al Rusiei, stabilea ca de acum înainte numai copiii și nepoții pe linie masculină ai Țarului vor purta titlurile de Mare Duce sau Mare Ducesă; ceilalți descendenți vor purta titlurile de "Prinț al Rusiei" sau "Prințesă a Rusiei". Revizuirea legii avea drept scop restrângerea numărului de persoane care primeau venit de la Trezoreria imperială.
S-a distrat cu posibilitatea de a deveni călugăr ortodox însă s-a îndrăgostit de Prințesa Elena a Serbiei. S-au căsătorit la 2 septembrie 1911 iar Elena a luat titlul de Prințesa Elena Petrovna a Rusiei. Au avut un fiu, Prințul Vsevelod Ivanovici (20 ianuarie 1914 - 18 iunie 1973) și o fiică Prințesa Ecaterina Ivanovna (12 iulie 1915 - 13 martie 2007), care a fost ultimul membru al familiei imperiale care s-a născut înainte de căderea dinastiei.

## Revoluție și deces

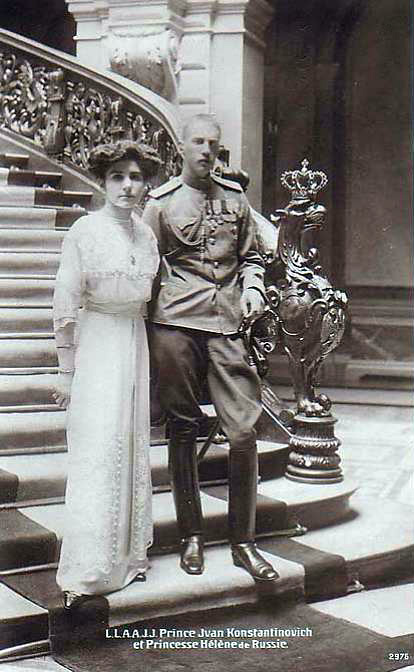
Prințul Ioan Constantinovici și soția sa, Prințesa Elena Petrovna.

Prințul Ioan care a luptat în Primul Război Mondial, a fost decorat ca erou de război, și era pe front când a izbucnit Revoluția Rusă din 1917. În aprilie 1918 a fost exilat în Urali de bolșevici și mai târziu ucis în iulie împreună cu frații săi Prințul Constantin Constantinovici și Prințul Igor Constantinovici, vărul său Prințul Vladimir Pavlovici Paley și alte rude și prieteni.
Sora sa, Prințesa Vera Constantinovna, mama sa, Marea Ducesă Elizaveta Mavrikievna și soția Prințesa Elena Petrovna au părăsit Rusia în aprilie 1919 cu ajutorul regelui Norvegiei. Fiica lui, Prințesa Ecaterina Ivanova, s-a căsătorit cu Ruggero, marchiz Farace di Villaforesta (un descendent al familiei Medici din Florența). Ecaterina a trăit la Buenos Aires și mai târziu la Montevideo, Uruguay unde a murit în 2007.

Sora sa, Prințesa Vera Constantinova, fiica cea mică a Marelui Duce Constantin Constantinovici, a murit la New York în 2001, la aproape 100 de ani.

## Arbore genealogic
1. ↑  Czech National Authority Database, accesat în 1 martie 2022